# Zanthoxylum brachyacanthum
Zanthoxylum brachyacanthum, известный как колючее жёлтое дерево, атласное дерево или кустовая мульга, является видом цветкового растения семейства рутовых и эндемичен для северо-востока Австралии. Это тропический кустарник или дерево с толстыми конусообразными шипами на стволе и колючками на ветвях, перистыми листьями и мужскими и женскими цветками, собранными в метелки.

## Описание
Zanthoxylum brachyacanthum — кустарник или дерево, которое обычно вырастает до 25 м в высоту, обычно с колючками на ветвях и толстыми конусообразными шипами на стволе и старых ветвях. Листья перистые, расположены поочередно, с семью-тринадцатью листочками и длиной 120—300 мм. Листочки от яйцевидных до эллиптических, 40-150 мм в длину и 15-55 мм в ширину, боковые листочки на черешке 30-90 мм в длину. и концевой листочек на черешке длиной 30-180 мм.
Цветки расположены метелками на концах ветвей, или в пазухах листьев, или на том и другом, и имеют длину 15-25 мм . Цветки сидячие или на цветоножках длиной до 2,5 мм, четыре чашелистика соединены у основания и имеют длину около 1 мм, четыре лепестка зеленовато-кремового цвета и 4-5 мм. Мужской цветок имеет четыре тычинки длиной 3,5-8 мм с пыльниками длиной около 3 мм. Женские цветки имеют один плодолистик длиной около 3 мм с коротким столбиком, иногда с рудиментарными тычинками. Цветение происходит с сентября по ноябрь, плод представляет собой блестящий ярко-красный, позже морщинистый темно-коричневый, сферический или овальный фолликул длиной 7-8 мм, содержащий одно чёрное семя.

## Таксономия
Zanthoxylum brachyacanthum был впервые официально описан в 1857 году Фердинандом фон Мюллером в Трудах Философского института Виктории из образцов, собранных в « лесах араукариев залива Мортон».
Zanthoxylum veneficum, внесенный в список Австралийской переписи растений как синоним Z. brachyacanthum, признан отдельным видом в Квинсленде.

## Распространение и среда обитания
Это дерево растет в различных субтропических, тропических и более сухих тропических лесах, часто на вулканических почвах. Молодые деревья легко узнать в тропическом лесу по колючему стволу. Естественный ареал простирается от реки Кларенс (29° ю. ш.) в Новом Южном Уэльсе до тропического Квинсленда в национальном парке Юнгелла и в регионе влажных тропиков.

## Экология
Листья Zanthoxylum brachyacanthum служат пищевым растением для личинок бабочек, в том числе для садовой бабочки-парусника, фускуса-парусника и Papilio polyctor.

## Использование
Небольшой размер этого дерева, интересный ствол, привлекательные цветы и листва делают колючую жёлтую древесину подходящим декоративным растением. Древесина темно-желтого цвета с плотной текстурой, поэтому она может подходить для декоративных работ.
Семейство растений содержит некоторые интересные алкалоиды, кумарины, фуранокумарины и прианокумарины, анцетофеноны, такие как зантолоксилин, флавоноиды, такие как амурензин и полигидроксолфлавоноиды, и амиды.
Эфирное (листовое) масло Z. brachyacanthum было богато α-пиненом (46 %), β-кариофилленом (14 %) и бициклогермакреном (12,5 %).

## Галерея

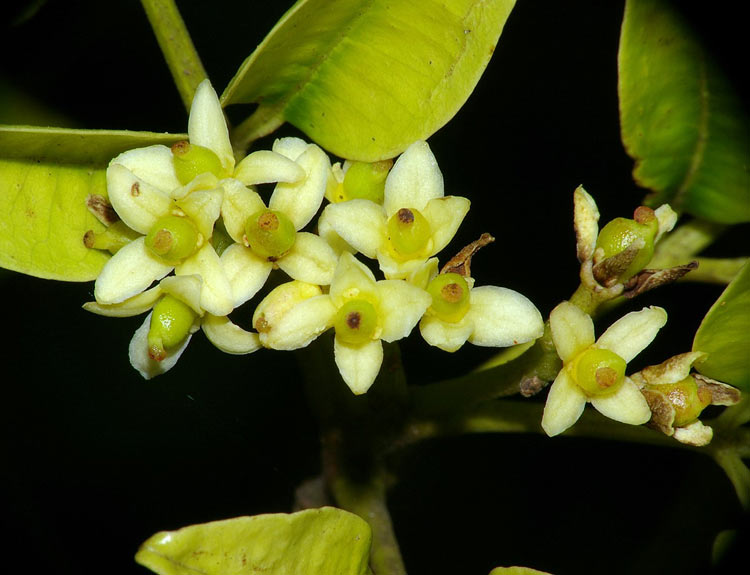
Женские цветы
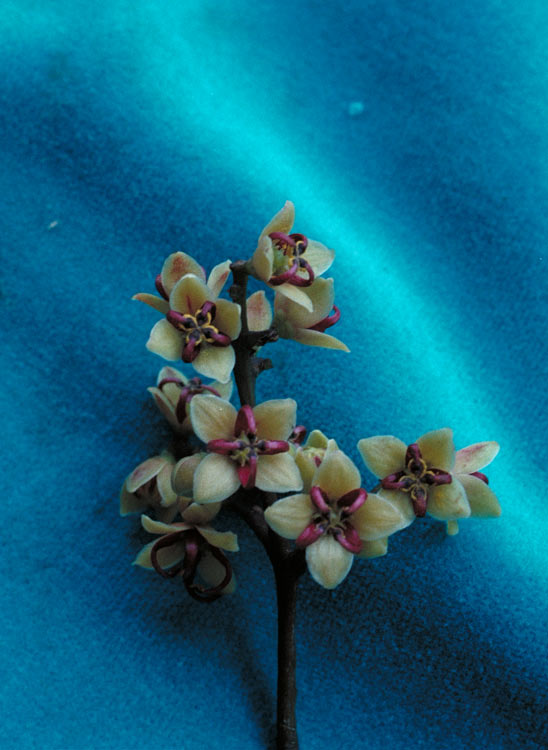
Мужские цветы
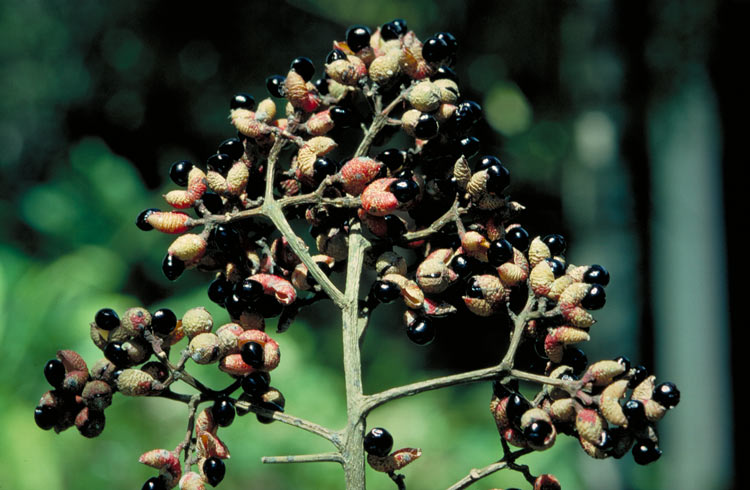
Фрукт